# François Leguat Giant Tortoise and Cave Reserve

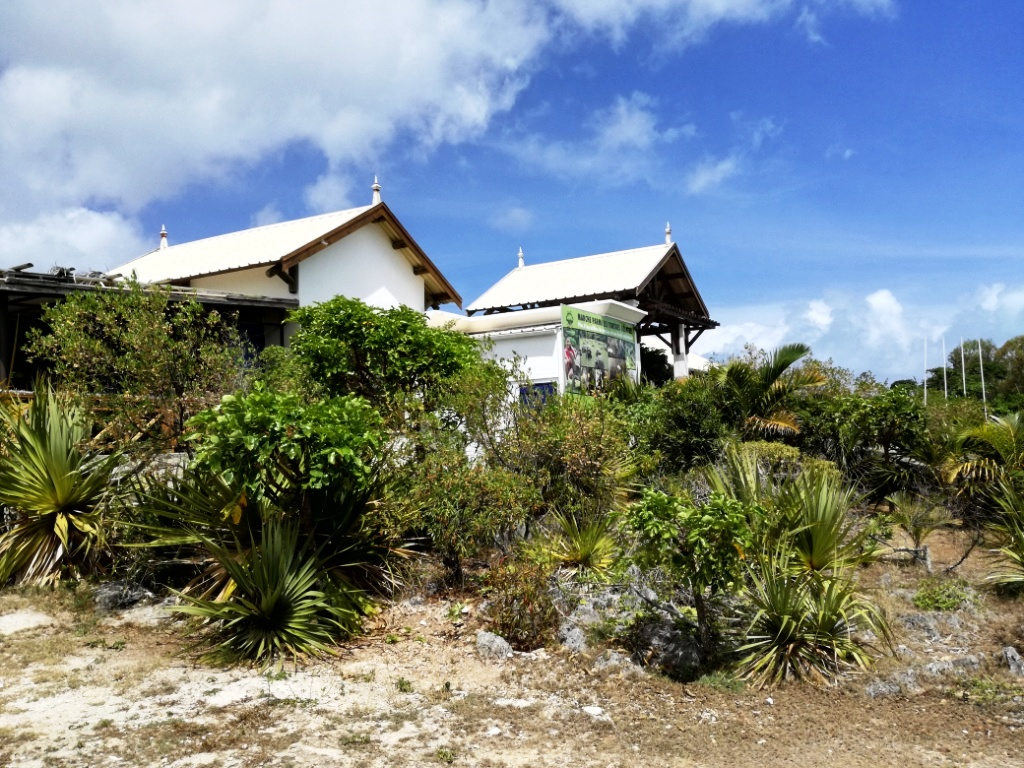
La réserve de tortues géantes François Leguat

La réserve de tortues géantes François Leguat  a ouvert ses portes au public au cours du mois d’août 2007. Ce projet de conservation conçu par les propriétaires de La Vanille Réserve des Mascareignes, se situe sur un site de 20 arpents à Anse Quitor, au sud de Rodrigues, à quelques centaines de mètres de l’aéroport de Plaine-Corail.

## L'extinction de la tortueCylindraspis
Au XVIIe siècle, à l’arrivée des Hollandais, les tortues  Cylindraspis , proches de l’Aldabra, peuplaient l’île Rodrigues. Mais elles ont été capturées en grand nombre, servant de plat de résistance sur les navires. Leur graisse était aussi utilisée pour le traitement de certaines maladies. Ainsi, en peu de temps, ces tortues ont disparu de l’île.

## La flore et la faune

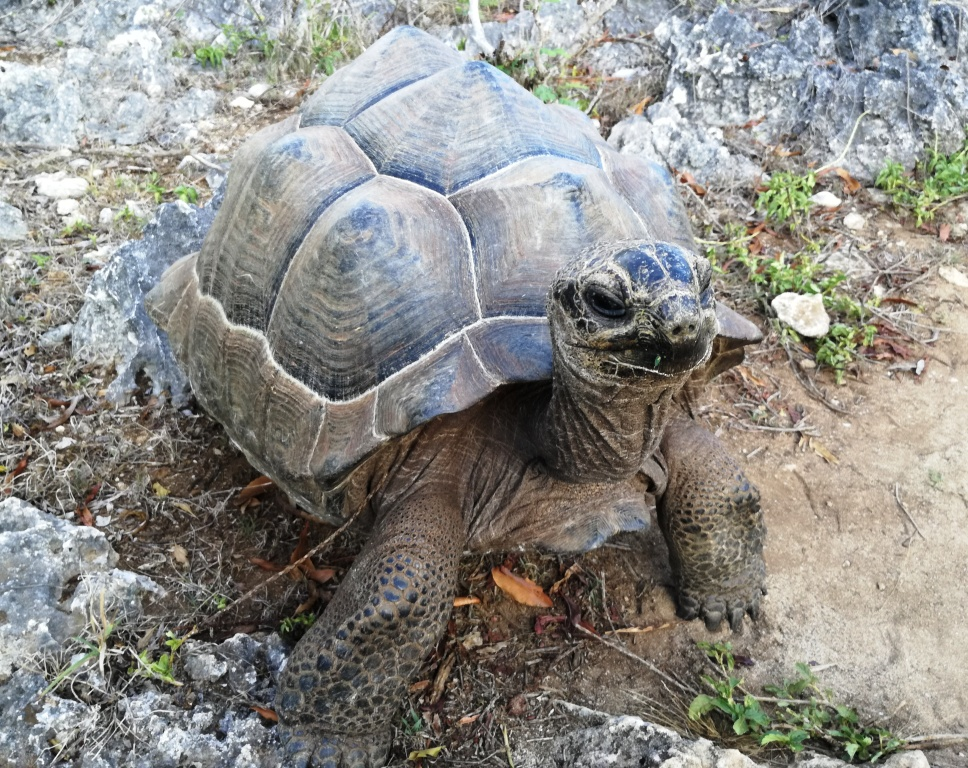
Tortue d’Aldabra (Dipsochelys elephantina)

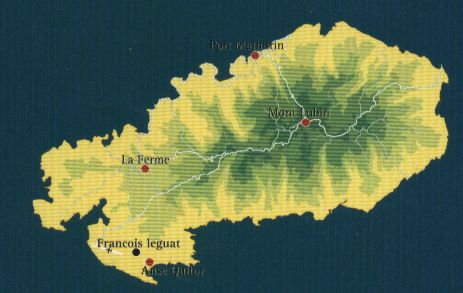
Localisation de la réserve François Leguat

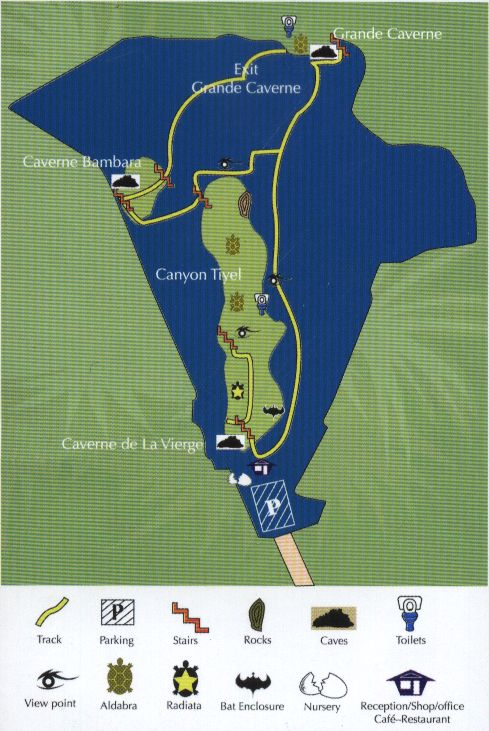
Plan du site

Presque deux siècles après l’extinction des tortues géantes à Rodrigues, la réserve a introduit un groupe de 500 tortues d’Aldabra (Dipsochelys elephantina) et 40 tortues étoilées (Astrochelys radiata) venues de Madagascar. 
La tortue d’Aldabra est une espèce qui a été importée de l’atoll d’Aldabra, une dépendance des Seychelles vers Maurice dans les années 1880, à la suite des recommandations de Charles Darwin. Lorsqu’il s’est rendu compte que les tortues avaient été décimées à Maurice et à Rodrigues, il a demandé au gouverneur d’alors de permettre l’élevage de tortues d’Aldabra. Ce sont elles qui ont ensuite été disséminées à travers l’île. Le choix de l’Aldabra n’est pas fortuit. De par sa taille (la carapace mesure en moyenne 1,20 m de long) et son poids (jusqu’à près de 300 kilos pour les plus lourdes), cette race ressemble à la tortue Cylindraspis, qui se trouvait à l’origine à Rodrigues et qui a aujourd’hui complètement disparu.
Parmi les autres pensionnaires de la réserve, il y a la roussette, une espèce de chauve-souris vivant sur l’île, qui représente l’unique mammifère endémique de l’île. En 1970, il n’en restait que 70 et elles étaient devenues les chauves-souris les plus rares du monde. Bien que cette espèce soit encore en danger, sa population s’élève de nos jours à quelques milliers.
Côté flore, les plantes de la réserve naturelle tendent à récréer l’île que François Leguat colonisa au XVIIe siècle. Plus de 100 000 arbustes et arbres de 33 espèces indigènes et endémiques ont été plantés.

## Les cavernes
Des spéléologues, ont découvert 26 grottes calcaires sur ce terrain. Deux d’entre elles ont été réhabilités. Ce sont La Grande-Caverne, et la Caverne-de-La-Vierge, de 255 mètres de long. La Grande Caverne, est composée de 11 caves, et est longue de 500 mètres avec d’imposantes stalagmites et stalactites 